# Barker (comté de Niagara, New York)
Pour les articles homonymes, voir Barker.
Barker est un village du comté de Niagara, dans l'État de New York, aux États-Unis,. En 2010, il comptait une population de 533 habitants.

## Démographie
Lors du recensement de 2010, le village comptait une population de 533 habitants. Elle est estimée, en 2019, à 507 habitants.